# Leonas de Ponce 2012
Questa voce raccoglie le informazioni riguardanti le Leonas de Ponce nelle competizioni ufficiali della stagione 2012.

## Organigramma societario
Area direttiva
- Presidente: César Trabanco

Area tecnica
- Primo allenatore: José Mieles

## Rosa
| N° | Nome                 | Ruolo | Data di nascita   | Nazionalità sportiva |
| -- | -------------------- | ----- | ----------------- | -------------------- |
| 1  | Natalia Valentín     | P     | 12 settembre 1989 | Porto Rico           |
| 2  | Willyaris Flores     | L     | -                 | Porto Rico           |
| 4  | Valeria González     | L     | 15 settembre 1988 | Porto Rico           |
| 6  | Lisette Watts        | C     | -                 | Porto Rico           |
| 7  | Tamara Ramírez       | S     | -                 | Porto Rico           |
| 8  | Meagan Ganzer        | S     | 12 maggio 1990    | Stati Uniti          |
| 9  | Stephanie de la Mata | P     | -                 | Porto Rico           |
| 10 | Kelsey Black         | S     | 27 aprile 1990    | Stati Uniti          |
| 11 | Legna Hernández      | S     | 18 luglio 1991    | Porto Rico           |
| 12 | Sabrina González     | C     | -                 | Porto Rico           |
| 13 | Airial Salvo         | S     | 18 aprile 1987    | Stati Uniti          |
| 14 | Gyselis Irizarry     | C     | 20 dicembre 1992  | Porto Rico           |
| 17 | Ana Rosa Luna        | C     | 16 marzo 1989     | Porto Rico           |